# Štrand
Štrand je popularna plaža u Novom Sadu.
Nalazi se na Dunavu, u blizini Mosta slobode, u gradskom naselju Liman.

## Porijeklo imena
Štrand na njemačkom znači plaža.

## Vanjske poveznice
- Foto galerija  Arhivirana inačica izvorne stranice od 27. svibnja 2011. (Wayback Machine)